# Juan Cancio Barreto
 Juan Cancio Barreto (Asunción, Paraguay; 27 de marzo de 1950) es un guitarrista y requintista paraguayo, de origen caazapeño.

## Biografía
Es Hijo de Carmen (Pochó) Emategui, y de Rodolfo (Pochó) Barreto. Los primeros pasos con su viejo amor, la guitarra, los dio a los 7 años cuando un amigo de su padre, Darío Duarte, también músico, le regaló una guitarra pequeña (el requinto).  
A los 11 años conoció, en los obrajes de Jejui Guasu, a Efrén Echeverría, el cual probablemente sin saberlo, estaba marcando con sangre y fuego, lo que sería posteriormente su particular estilo, en este niño prodigio y excelente del requinto, evento que el artista recuerda con cariño y gratitud.
Juan Cancio compartió y recibió el ejemplo de los grandes músicos con tanto talento y fama por el mundo y una rica herencia de canciones inolvidables a: Mauricio Cardozo Ocampo, Eladio Martínez, Diosnel Chase, Emilio Vaesken, Emigdio Ayala Báez, Samuel Aguayo, Agustín Barboza, Luis Alberto del Paraná y  Faustino Brizuela.
Durante sus frecuentes giras, Juan Cancio Barreto ha viajado mucho,  llevando con él,  el duende juguetón que hay en su música conquistando audiencias en el Paraguay y fuera de fronteras. 
Continúa recorriendo el interior del Paraguay y visitando la Argentina, Brasil, Chile, donde sigue cosechando galardones por sus magníficas actuaciones artísticas.

## Trayectoria
| Año              | Actividad destacable |
| ---------------- | --- |
| 1968             | Medalla de oro al mejor requinto con el trío Esmeralda en el Estadio Comuneros |
| 1969             | Revelación del Programa Caravana del Canal 9. Ese mismo año integra el elenco del Departamento artístico del Ministerio de Defensa Nacional de donde surgieron grandes valores artísticos |
| Década del 1970  | Noches de peñas y folklore en la Guarida del Matrero, junto a importantes músicos como el inolvidable Maneco Galeano, los hermanos Carlos y Jorge (Necho) Pettengil, Enrique (Gua-í) Torales, Viquito Benítez Perrier, Santi Medina, Óscar Gómez, Graciela Abbate, Marcos Brizuela, María Cristina Gómez Rabito, Carlos Noguera, entre otros. |
| Década del 1970  | Formó con Marcos Brizuela el dúo de mayor resonancia consagrándose definitivamente con su instrumento predilecto, recibiendo varios premios. |
| 1983             | Revelación del Festival del Lago Ypacarai y de ahí en adelante cada año levantó la más alta efervescencia de las noches festivaleras del tacuaral. |
| 1976             | Ganador del trofeo "La Guitarra de Oro", el galardón más preciado por los grandes músicos |
| 1977             | Integra la delegación del Festival del Lago de Ypacaraí, participando en el Festival de Cosquín, Córdoba, Argentina ganando el trofeo Carmín Cosquín, premio que él vuelve a obtener en el año 1979 |
| 1978             | En el Festival latinoamericano de Punta Arenas Chile gana el "Ñandú de Oro" con Ever Morel. |
| 1980             | Realiza junto al afamado grupo Los Indianos varias grabaciones. |
| Década del 1980  | Lo acompaña en la guitarra su hijo Juan Ángel con quien comparte muy buenos momentos artísticos. Juntos continúan cosechando éxitos y recibe la medalla de oro al éxito y la popularidad en el Festival de la Raza en la ciudad de Villarrica.                                                                                                |
| 1997 en adelante | Inicia junto a Berta Rojas el ciclo de conciertos denominados "Guitarra adentro" en Asunción y recorren varias ciudades del Paraguay. El mismo espíritu de unir la guitarra clásica a la popular es el que lleva a los dos artistas a diversos .                                                                                              |
| 2004             | Recibe un disco de platino del sello discográfico BlueCaps,por el álbum Vya'y jave, que se convirtió en el disco más vendido de la última décadaj |
| 2007             | Reedita el Programa Entre Amigos, que Fue Novedad por 3 Años en el Canal 9 Tv Cerro Kora Tras Más de dos Décadas sin Pantalla, y permaneció en el aire en Red Guaraní, junto a su viejo compadre, don Marcos Brizuela. |
| 2012             | Participa de "La Serenata Del Siglo" con artistas internacionales por el centenario del Club Cerro Porteño ante 40.000 personas en el Estadio General Pablo Rojas; ejecutando la Polka del club a las 0:00 para dar la bienvenida al Centenario del club.                                                                                     |